# Вюртембергский филармонический оркестр
Вюртембергский филармонический оркестр (нем. Württembergische Philharmonie Reutlingen) — немецкий симфонический оркестр, базирующийся в Ройтлингене. С 2004 года — опорный коллектив белькантового фестиваля «Россини в Вильдбаде».

## История
Был основан в 1945 году как Городской симфонический оркестр Ройтлингена (нем. Städtisches Symphonie Orchester Reutlingen) Хансом Гришкатом, с 1924 года работавшим в городе как хоровой дирижёр. В 1949 году получил название Швабский симфонический оркестр (нем. Schwäbisches Symphonieorchester), с 1983 года носит современное название.
Уже на 15-м году существования оркестр довёл свою аудиторию до 98 000 слушателей в год. С 1974 года коллектив проводит концерты для детей и школьников. В нынешнем составе оркестр включает 66 музыкантов. В разные годы коллектив гастролировал в Австрии и Венгрии (2008 год), Японии (2006 год), Индии (2012 год), Швейцарии, Италии, Испании, Нидерландах. Среди солистов, выступавших с оркестром, — Раду Лупу, Шломо Минц, Гидон Кремер, Франк Петер Циммерман, Ланг Ланг, Вадим Репин, Хосе Каррерас, Эдита Груберова и другие. В 2009 году оркестр был удостоен премии германского федерального правительства в области музыкального просвещения за программу работы с музыкантами-инвалидами.
В дискографии коллектива — альбомы произведений Антонина Дворжака, Поля Дюка, Теодора Гуви, Астора Пьяццолы, сборник произведений южноафриканских композиторов.

## Руководители оркестра
- Ханс Гришкат (1945—1950)
- Рудольф Клойбер (1951—1959)
- Ханс-Юрген Вальтер (1959—1968)
- Димитрис Аграфиотис (1968—1978)
- Самуэль Фридман (1979—1983)
- Сальвадор Мас Конде (1985—1991)
- Роберто Патерностро (1991—2000)
- Норитика Иимори (2001—2007)
- Ола Руднер (с 2008 г.)